# Françoise de Chalus
Françoise de Chalus (Chalus, 24 de fevereiro de 1734 – Paris, 7 de julho de 1821) foi uma nobre francesa e amante do rei Luís XV de França.

## Biografia
Filha de Gabriel de Chalus, Senhor de Sansac, e de Claire Gérault de Solages, casou-se em 13 de julho de 1749 com Jean François, duque de Narbonne-Lara (1718–1806). Foi dama de companhia de Adelaide de França, filha de Luís XV de França.
Em 1749 iniciou um relação com Luís XV, na qual teve dois filhos: Philippe de Narbonne-Lara (1750–1834) e Louis  de Narbonne Lara (1755–1813), apesar dos dois serem oficialmente reconhecido como filhos do duque de Narbonne-Lara.
Após a Marcha sobre Versalhes, Françoise seguiu as princesas Adelaide e Vitória para o exílio em Roma, onde permaneceu até o fim da Revolução Francesa.
Faleceu em Paris a 7 de julho de 1821 aos 87 anos de idade.